# Christine Harbort
Christine Harbort (* 27. April 1949 in Oschersleben (Bode); † 17. Juni 2003 in Berlin) war eine deutsche Schauspielerin und Regisseurin.

## Leben und Wirken
Christine Harbort absolvierte zunächst eine Lehre als medizinisch-technische Assistentin, bevor sie von 1969 bis 1972 eine Ausbildung an der Schauspielschule Rostock erhielt. Schon während ihrer Lehrzeit debütierte sie 1972 am Volkstheater Rostock, gefolgt von Engagements an Bühnen in Stralsund und Rostock. Daneben hatte sie auch Auftritte am Berliner Kabarett „Die Distel“. Ihr Kameradebüt feierte sie in den 1970er-Jahren mit Auftritten in der Polizeiruf-110-Reihe, gefolgt von kleineren Rollen in Fernsehproduktionen. Regisseur István Szabó besetzte die Darstellerin im Jahr 1980 für seinen oscarprämierten Film Mephisto, wo sie neben Klaus Maria Brandauer und Rolf Hoppe die Rolle der Lotte Lindenthal spielte. Da sie als politisch unzuverlässig galt, erhielt sie von den DDR-Behörden keine Erlaubnis, weitere Auslandsangebote anzunehmen. Insgesamt wirkte sie als Schauspielerin vor der Kamera in mehr als 70 Film-und-Fernsehproduktionen mit.
Anfang der 1980er-Jahre nahm Harbort ein Regiestudium am Institut für Schauspielregie in Berlin auf. Seit 1984 arbeitete sie als freie Schauspielerin und Regisseurin.
Christine Harbort war die Schwester des Bildhauers Jo Harbort und eine Nichte des Dirigenten Kurt Masur.
Harbort starb im Juni 2003 im Alter von 54 Jahren an einer schweren Krankheit.

## Filmografie (Auswahl)
- 1974: Polizeiruf 110: Per Anhalter (Fernseh-Reihe)
- 1976: Polizeiruf 110: Ein ungewöhnlicher Auftrag (Fernseh-Reihe)
- 1976: Liebesfallen
- 1977: Absage an Viktoria (Fernsehfilm)
- 1978: Der Staatsanwalt hat das Wort – Meine Frau (Fernsehserie)
- 1978: Polizeiruf 110: Doppeltes Spiel (Fernseh-Reihe)
- 1979: Nachtspiele
- 1979: P.S.
- 1980: Grenadier Wordelmann (Fernsehfilm)
- 1981: Darf ich Petruschka zu dir sagen?
- 1981: Mephisto – Regie: István Szabó
- 1982: Das Fahrrad
- 1982: Haus. Frauen. – Eine Collage (Kurzfilm)
- 1982: Familie Rechlin (TV-Zweiteiler)
- 1982: Märkische Chronik (Fernsehserie, 1 Episode)
- 1983: Polizeiruf 110: Auskünfte in Blindenschrift (Fernseh-Reihe)
- 1984: Der Staatsanwalt hat das Wort: Ein Kartenhaus
- 1984: Hälfte des Lebens
- 1984: Kaskade rückwärts
- 1984: Woran wir uns erinnern... (Dokumentarfilm)
- 1985: Polizeiruf 110: Verführung (Fernseh-Reihe)
- 1986: So viele Träume
- 1986: Blonder Tango
- 1987: Ganz in Familie (Fernsehspiel)
- 1988: Die Entfernung zwischen dir und mir und ihr
- 1989: Konstantin und Alexander (Fernsehfilm)
- 1991: Der Tangospieler
- 1991: Letzte Liebe (Fernsehfilm)
- 1991: Jugend ohne Gott (Fernsehfilm)
- 1992: Begräbnis einer Gräfin (Fernsehfilm)
- 1992: Die Verfehlung
- 1992: Das Land hinter dem Regenbogen
- 1993: Wir können auch anders …
- 1993–1994: Die Trotzkis (Fernsehserie, 13 Episoden)
- 1996: Engelchen
- 1997: Das Geheimnis der Kormoraninsel
- 1999: Sonnenallee
- 1999: Lea Katz – Die Kriminalpsychologin: Einer von uns
- 2000: Die Unberührbare
- 2000: Tatort: Der Trippler
- 2001: Der Tunnel
- 2004: Wie krieg ich meine Mutter groß? (Fernsehfilm)

## Hörspiele
- 1990: Jan Eik: Der letzte Anruf (Frau Friebe) – Regie: Barbara Plensat (Hörspiel – Funkhaus Berlin)